# Jan Antoni Massalski
Jan Antoni Massalski herbu własnego (zm. w 1706 roku) – starosta grodzieński w latach 1705–1706, wójt grodzieński w latach 1700–1706, marszałek grodzieński w latach 1699–1705.
W 1697 roku jako chorąży pro tunc grodzieński i poseł powiatu grodzieńskiego na sejm elekcyjny był elektorem Augusta II Mocnego z województwa trockiego. Poseł na sejm zwyczajny pacyfikacyjny 1699 roku z powiatu grodzieńskiego.